# Бранкувка
Бранкувка (пол. Brankówka, нім. Jamerau) — село в Польщі, у гміні Ґрудзьондз Ґрудзьондзького повіту Куявсько-Поморського воєводства.
Населення — 108 осіб (2011).
У 1975-1998 роках село належало до Торунського воєводства.

## Демографія
Демографічна структура станом на 31 березня 2011 року:
|          | Загалом | Допрацездатний вік | Працездатний вік | Постпрацездатний вік |
| -------- | ------- | ------------------ | ---------------- | -------------------- |
| Чоловіки | 55      | 9                  | 43               | 3                    |
| Жінки    | 53      | 13                 | 35               | 5                    |
| Разом    | 108     | 22                 | 78               | 8                    |